# Famille Colombo
Cette page explique l’histoire ou répertorie les différents membres de la famille Colombo.
 (janvier 2013).
Si vous disposez d'ouvrages ou d'articles de référence ou si vous connaissez des sites web de qualité traitant du thème abordé ici, merci de compléter l'article en donnant les références utiles à sa vérifiabilité et en les liant à la section « Notes et références ».
La famille Colombo (ou famille Profaci) est une organisation criminelle fondée en 1928 par Joe Profaci et une des cinq familles mafieuses de New York, qui font elles-mêmes partie des 25 familles de la mafia américaine. Après la mort de Profaci le 7 juin 1962 à la suite d'un cancer, il est remplacé quelque temps par son lieutenant et beau-frère Joseph Magliocco qui sera vite déjugé par la Cosa nostra et remplacé par Joseph Colombo.  La famille a connu trois guerres internes séparées. En 2013, la famille est dirigée officiellement par Carmine Persico.

## Histoire

### Origine
En septembre 1921, Joseph Profaci arrive à New York en provenance de Villabate en Sicile. Après avoir lutté à Chicago pour développer ses activités, Profaci déménage à Brooklyn en 1925 et devient un important importateur d'huile d'olive. Le 27 septembre 1927, Profaci obtient la citoyenneté américaine. Avec son affaire d'importation d'huile d'olive qui fonctionne très bien, il fait des affaires avec ses amis de son village natal en Sicile et un de ses plus importants clients est un mafieux de Tampa, Ignazio Italiano. Profaci, contrôle un petit gang criminel qui opère principalement dans l'arrondissement de Brooklyn à New York. Les groupes dominants de Cosa nostra à Brooklyn sont menés par Salvatore D'Aquila, Frankie Yale, Giuseppe Masseria et Nicola Schiro.
Le 1er juillet 1928, le mafieux de Brooklyn, Frankie Yale, est assassiné par le parrain de l'Outfit de Chicago, Al Capone. Capone l'a assassiné parce qu'il a refusé de donner à Capone, un napolitain, le contrôle de l'association fraternelle de l'Union Sicilienne. L'assassinat de Yale autorise Profaci et son beau-frère Joseph Magliocco à récupérer son territoire pour leur petit gang. Le gang de Profaci gagne le territoire à Bensonhurst, Bay Ridge, Red Hook et Carrol Gardens tandis que le reste du territoire de Yale est partagé avec la famille Masseria.
Le 10 octobre 1928, le capo di tutti capi, Salvatore « Toto » D'Aquila est assassiné à cause de son territoire. Pour éviter une guerre des gangs à Brooklyn, une réunion mafieuse a lieu 5 décembre 1928 au Statler Hotel à Cleveland dans l'Ohio. Le lieu est choisi car il est considéré comme un lieu neutre hors de New York sous la protection de la famille Porello. Le sujet principal de la réunion est le partage du territoire de D'Aquila. À cette réunion sont présents les mafieux de Brooklyn dont Profaci, Magliocco, Vincent Mangano (qui représente le parrain qui a pris la succession de D'Aquila, Alfred « Al Mineo » Manfredi), Joseph Bonanno (qui représente Salvatore Maranzano et le clan Castellammarese), les mafieux de Chicago Joseph Giunta et Pasquale Lolordo et le mafieux de Tampa, Ignazio Italiano. À l'issue de la réunion, Profaci reçoit une partie du territoire de D'Aquila avec Magliocco comme sous-chef.

### La Guerre des Castelammarese
Quand Masseria prit le pouvoir au début des années 1920, il recruta des voyous nerveux et prometteurs comme Charlie « Lucky » Luciano, Frank Costello, Joseph « Joey A » Adonis, Vito Genovese, Albert Anastasia et Carlo Gambino. Tous ces derniers le rejoignirent dans la contrebande d'alcool et de liqueur, l'extorsion, le prêt à taux usuraire et le racket des jeux. Mais un autre mafieux nommé Salvatore Maranzano prit de l'importance dans la faction de Brooklyn. Il devint le chef du golfe de Castellammare, l'organisation qui dominait Brooklyn et incluait des membres tels que Joseph Bonanno (Joe Bananas), Joseph Profaci et Stefano Magaddino (en). En 1928, une guerre sans limite se déclencha entre les deux organisations qui tentaient désespérément de récupérer les activités les plus lucratives de New York. Cette guerre fut appelée la guerre des Castellammarese avec d'un côté les Napolitains et d'un autre les Siciliens. Plus de 60 mafieux furent assassinés des deux côtés à la fin des années 1920.
Le 15 avril 1931, Giuseppe « Joe the Boss » Masseria était assassiné dans un restaurant de Coney Island par des membres de l'équipe Luciano. Luciano dînait avec Masseria quand Luciano se leva pour aller aux toilettes et c'est à ce moment que les tueurs de Luciano assassinèrent Masseria. À ce moment, Salvatore Maranzano pouvait prétendre au titre de Capo di tutti Capi. Il créa les Cinq familles sur New York. Luciano était sous les ordres de Maranzano. Six mois plus tard, Luciano ordonna l'assassinat de Maranzano par des tueurs juifs recrutés par Meyer Lansky. De fait, Luciano devint le mafieux le plus puissant des États-Unis. Joseph Profaci prend la direction de sa famille.

### Guerres internes
La première guerre a lieu à la fin des années 1950 quand « Crazy » Joe Gallo se révolte contre son parrain Joe Profaci pour lui avoir demandé un tribut mensuel trop important. La guerre prend fin au début des années 1960 quand Gallo est incarcéré et que Profaci meurt. 
La famille passe sous le commandement de Joseph « Joe » Colombo. Après quelques années, la deuxième guerre interne commence immédiatement après la libération de Crazy Joe de prison, où ce dernier ordonne l'assassinat de Colombo en 1971. Les supporteurs de Colombo, menés par Carmine Persico, gagnent la guerre en imposant l'assassinat de Joe Gallo dans un restaurant de Little Italy en 1972.
Après deux décennies de paix, une troisième et sanglante guerre éclate en 1991 lorsque Victor Orena veut prendre le contrôle de la famille à la suite de l'incarcération du parrain Carmine Persico. La famille se sépare en deux factions rivales, une loyale à Persico et l'autre à Orena. La faction de Persico attaque les soldats et les « capo » d'Orena et vice-versa. En 1993, avec douze membres assassinés et Orena emprisonné, la guerre se termine. Depuis cette date, la famille a fait face à plusieurs procès dus aux informateurs et qui menèrent à plusieurs condamnations à la suite de la troisième guerre. De fait, en 2011, la famille Colombo est considérée comme la plus faible des cinq familles de New York, et ce, surtout à la suite d'une vague d'arrestations en janvier de cette année-là de la part du FBI : plus de 120 arrestations à New York. Dans les mois suivants, Anthony « Big Anthony » Russoun ancien Capitaine de la famille Colombo, accepta de collaborer avec la police. 
Les activités s'articulent autour des blanchisseries, des transports, de la prostitution, de la location de camions, du bâtiment, des cimenteries, du traitement des déchets et de la réalisation de films pornographiques, notamment le film Gorge profonde.
Son parrain fut à plusieurs reprises, et jusqu'en 2008, Carmine Persico.

## Parrains de la famille Colombo
- Officiel - 1928–1962 — Joseph Profaci – Mort de causes naturelles
- Officiel - 1962–1963 — Joseph Magliocco – forcé de se retirer de sa fonction de chef par la Commission
- Officiel - 1963–1971 — Joseph Colombo – paralysé à la suite d'une tentative d'assassinat  
  - en fonction 1971–1972 — Joseph Yacovelli – en fuite après le meurtre de Joe Gallo
  - en fonction 1972–1973 – Vincenzo « Vincent » Aloi – emprisonné
  - en fonction - 1973 — Joseph « Joey » Brancato – emprisonné
- Officiel - 1973–2019 — Carmine « Junior » Persico – emprisonné 1973–1979, 1981–1984, 1985–2019 
  - en fonction - 1973–1979 — Thomas DiBella – quitte le poste et devient consigliere
  - en fonction - 1981–1983 — Alphonse « Allie Boy » Persico – frère de Carmine Persico ; fugitif de 1980–1987, emprisonné
  - en fonction - 1983–1984 — Gennaro « Jerry Lang » Langella – emprisonné
  - en fonction - 1985–1987 — Anthony « Scappy » Scarpati – emprisonné
  - en fonction - 1987–1991 — Vittorio « Vic » Orena – emprisonné à la suite d'une condamnation à vie
  - en fonction - 1991–1993 — Vacant – direction de la famille disputée durant la troisième guerre Colombo
  - en fonction - 1994–1996 — Andrew « Andy Mush » Russo – emprisonné en mars 1997
  - en fonction - 1996–présent — Alphonse « Little Allie Boy » Persico – fils de Carmine Persico ; emprisonné de 2000–présent